# Тарасовский (Кировская область)
Тарасовский — починок в Уржумском районе Кировской области в составе Буйского сельского поселения.

## География
Находится на расстоянии примерно 18 километров на запад от районного центра города Уржум.

## История
Известен с 1891. В 1926 году учтено было дворов 70 и жителей 306, в 1950 59 и 220 соответственно. В 1989 году отмечено 69 жителей.

## Население
Постоянное население составляло 46 человек (русские 96 %) в 2002 году, 10 в 2010.